# محوطه میر عبدل ۲
محوطه میر عبدل ۲ مربوط به هزاره سوم و۴ قبل از میلاد است و در شهرستان گلشن،  شهر جالق، کیلومتری ۷ جاده جالق به سراوان، ۱/۸ کیلومتری جنوب جاده ارتباطی ضلع شمالی کوه میرعبدل واقع شده و این اثر در تاریخ ۲۸ اسفند ۱۳۸۵ با شمارهٔ ثبت ۱۸۹۳۵ به‌عنوان یکی از آثار ملی ایران به ثبت رسیده است.